# Jaafâr Mahroug
Pour les articles homonymes, voir Mahroug.
Né à Oujda au Maroc le 19 août 1964, Jaafar Mahroug est un quadruple champion d'Europe de kick-boxing de 1992 à 1995.
Il prend sa retraite en 1996.